# Pelatge dels cavalls

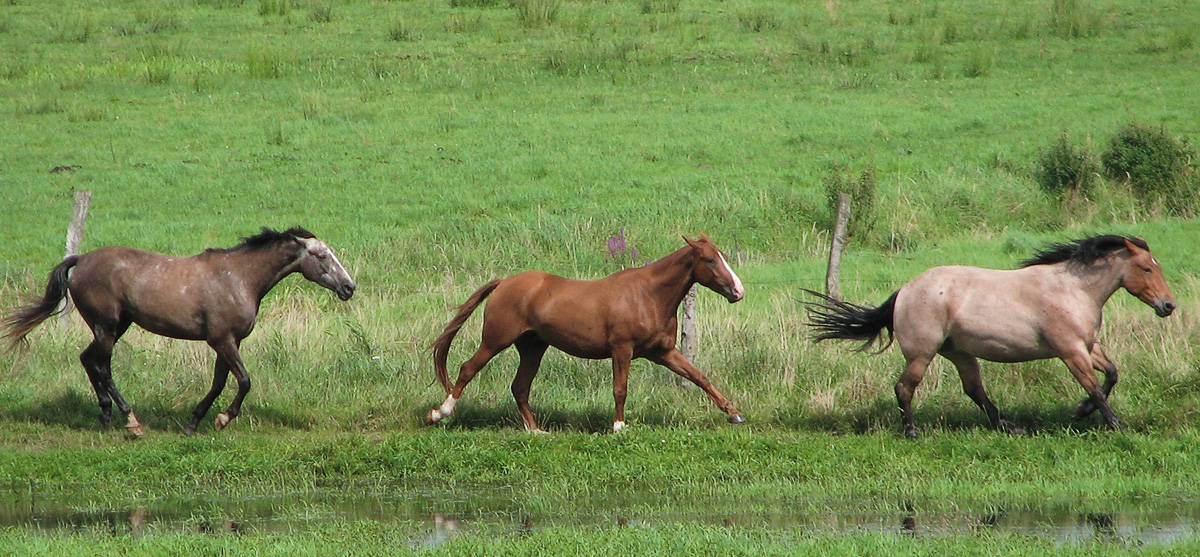
D'esquerra a dreta : cavalls liart incipient, roig i ruà-castany

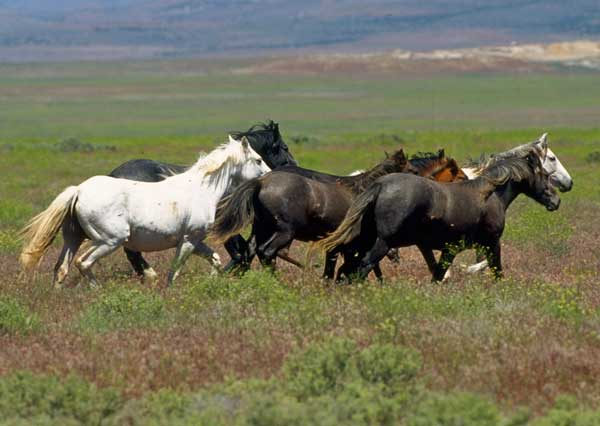
Cavalls salvatges

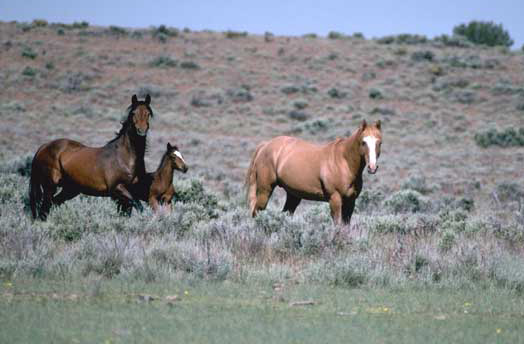
Mustangs

Els cavalls poden presentar-se en colors molt diferents.
El color d'un cavall és el del seu pelatge i s'anomena pelatge o pèl, quan hom fa referència a la coloració general de l'animal. Amb el mateix significat n'hi ha que parlen de capa, roba o mantell.
El pelatge és el conjunt format per la pell, els pèls del cos i les crins de la cua i la crinera. Sovint és interessant i necessari indicar el color dels ulls i el dels unglots o cascs per a identificar del tot un pelatge.

## Diversificació dels pelatges
Els diferents pelatges són tan antics com la domesticació del cavall. Els mamífers salvatges acostumen a tenir pelatges molt semblants dins de la 
mateixa espècie. La cria en captivitat afavoreix l'aparició i transmissió de pelatges diferenciats dels més habituals.
Els pobles en contacte amb el cavall s'adonaren dels diferents colors que podien mostrar i, en molts casos, anomenaren cada varietat amb un terme diferent. Les terminologies tradicionals es basen en l'aspecte exterior del pelatge.

## Avenços genètics
Des de Mendel se suposava que els pelatges tenien un origen genètic. Els progressos assolits en els darrers cinquanta anys han estat notables. Actualment es coneixen els gens i els mecanismes biològics de molts pelatges. Però encara hi ha molts detalls desconeguts i alguns casos en fase de discussió. Els nous coneixements permeten i exigeixen una terminologia de pelatges basada en els genotips. Per sort, les terminologies tradicionals (basades en els fenotips) poden aplicar-se a les terminologies actualitzades (inspirades en els genotips) sense gaires canvis.

## Exposició general dels pelatges
Per a facilitar l'estudi dels pelatges i la memorització dels termes que els designen és útil presentar-los de forma global amb l'auxili d'alguna classificació. Les classificacions convencionals basades en l'aspecte exterior (fenotips) dificulten molt l'aprenentatge del tema. És més fàcil ajudar-se d'una classificació basada en la genètica associada als mateixos pelatges. Hi ha diverses classificacions possibles, cadascuna amb termes auxiliars convencionals (del tipus “pelatges bàsics”, “pelatges diluïts”, “modificadors”, “patrons de blanc”, etc.) que han d'entendre’s en relació amb cada classificació.
En aquest article se seguirà la classificació següent :
- Pelatges bàsics[4]
- Pelatges diluïts[4]
- Pelatges que segueixen un patró[4][5]

## Pelatges bàsics
En el cas dels cavalls, la denominació de pelatge bàsic és convencional i usada per molts autors i centres especialitzats. Els pelatges bàsics es defineixen a partir del color de pèls i crins i serveixen de punt de partida per a explicar la resta de pelatges.

### Els pelatges bàsics pròpiament dits
Hi ha 4 pelatges bàsics:
- negre
- bru
- castany
- roig

Només hi ha dos pigments que determinen els colors dels cavalls:
- l'eumelanina (pigment negre o bru)
- la feomelanina (pigment roig o groguenc)

Els cavalls tenen tots dos pigments, eumelanina i feomelanina. Els quatre pelatges “bàsics” resulten del contingut dels pigments anteriors en pèls i crins.
Els pelatges bàsics poden ser descrits indicant únicament el color dels pèls del cos i el color de les crins de la cua i la crinera.
Les seves tonalitats són relativament fosques, en el sentit que no estan afectats per cap dilució.
La tonalitat del pelatge del cos és uniforme, ja que no están modificats per cap patró.
Poden tenir marques blanques singulars, que es consideren a part del pelatge en si mateix.
- Cavall negre: els cavalls negres tenen negres els pèls i les crins.
- Cavall de pelatge bru: els cavalls bruns semblen negres però amb zones rogenques al musell, la bragada i els flancs.
- Cavall castany: els cavalls castanys tenen els pèls del cos castanys i les crins negres.
- Cavall roig: els cavalls roigs, sors o alatzans tenen els pèls del cos roigs. La cua i la crinera poden ser del mateix color, més fosques o més clares i fins i tot lavades o blanques.

### Aspectes genètics
Els 4 pelatges bàsics són causats per dos gens (el gen extensió i el gen agutí) segons la taula següent:
|              | Extensió | Agutí |
| Negre        | E/-      | a/a   |
| Bru          | E/-      | At/-  |
| Castany      | E/-      | A/-   |
| Alatzà, roig | e/e      | -/-   |

Els pelatges negres resulten de l'absència d'al·lels agutí (indicada per a/a) i de la presència d'almenys un al·lel extensió (indicada per E/-; que equival a E/E, o bé E/e).
Els pelatges bruns són causats per almenys un al·lel E (E/-) i almenys un al·lel At.
Els pelatges castanys resulten de l'acció d'almenys un al·lel E i almenys un al·lel A.
Els pelatges alatzans impliquen dos al·lels e (e/e) amb presència o absència d'al·lels agutí (indicat per -/-).

## Pelatges diluïts
En el cas dels cavalls, s'anomena pelatge diluït al tipus de pelatge que resulta de l'acció dels gens de dilució sobre els pelatges bàsics.
Els pelatges diluïts són de tonalitats més clares que les dels pelatges bàsics.

### Dilucions. Gens de dilució
Hi ha 5 gens de dilució admesos, que provoquen 5 tipus de dilució corresponents :
- gen crema (Cr)
- gen dun (D)
- gen argentat o platejat (Z)
- gen champagne (Ch)
- gen pearl (Prl)

### Dilució crema. Pelatges diluïts crema
Pot ser simple (Cr) o doble (Cr Cr).
Ocasiona 8 pelatges diluïts crema (els termes en anglès entre parèntesis):
- negre + Cr = negre fumat (smoky black)
- negre + CrCr = negre crem (smoky cream)
- bru + Cr = bru fumat (smoky brown)
- bru + CrCr = bru crem (brown cream)
- castany + Cr = falb crema (buckskin)
- castany + CrCr = perlí (perlino)
- roig + Cr = palomino, ros (palomino)
- roig+CrCr = crem (cremello).

- Els cavalls negre-fumats semblen negres.(El de la foto és negre).
- Els cavalls bru-fumats semblen bruns amb zones groguenques i no pas roges.(El de la foto és bru)
- Els cavalls falb-crema són daurats amb cua i crinera negres.
- Els cavalls palomino són daurats amb cua i crinera blanques.

### Dilució dun o salvatge
En forma simple (Dd) o doble (DD) provoca els mateixos resultats, quatre pelatges diluïts dun.
- Negre + D_ = pèl de rata, burell, cendrós.....(grullo, blue dun, black dun)[10]
- Bru + D_ = bru-dun, brunell (?)..................(brown dun ?)
- Castany+ D_ = falb-dun..........................(dun, yellow dun)[11]
- Roig +D_ = roig-dun, baig (?)..................(red dun)[12][13]

### Dilució argentada
La dilució argentada es representa genèticament per la lletra Z.
. Dilueix el pigment negre de forma peculiar: canviant els pèls del cos unes vegades a una tonalitat xocolata o castanya i d'altres provocant un aspecte grisenc amb rodadures (d'aquí el terme anglès “dappled”). Les crins negres es transformen en blanques o lavades. Els pelatges que sense dilució argentada serien:
- negres, es transformen en “roigs- crins blanques”, o en “grisencs rodats-crins blanques”
- bruns, es transformen com els negres
- castanys, les parts negres de les extremitats es dilueixen a rogenques o grisenques
- roigs, conserven l'aspecte original (no es dilueixen).

### Dilució champagne
Els poltres champagne neixen amb la pell rosada i ulls verds o blaus. Amb el temps la pell es va enfosquint i mostra un aspecte pigarrat característic (diferent del pigarrat dels cavalls pigats o appaloosa) i els ulls esdevenen de color avellana. Pel que fa a pèls i crins, la dilució champagne transforma els que serien negres en color xocolata, i els que (sense dilució) serien roigs en daurats. El gen champagne es representa per Ch i té dos al·lels : Ch, ch. Els cavalls chch no són champagne. Els heterozigòtics champagne, Chch, i els homozigòtics CcCh presenten fenotipus sensiblement idèntics.
Variants possibles :
- Negre + Ch _= negre-champagne = “Classic Champagne”
- Bru + Ch_ = bru-champagne = “Sable Champagne”
- Castany + Ch_ = castany-champagne =“Amber Champagne”
- Roig + Ch_ = roig-champagne = “Gold Champagne”.

### Dilució pearl
La dilució pearl (Prl) és un xic complicada d'explicar a causa de la mancança d'informació. Els dos al·lels del gen pearl poden ser :
- prl prl……….no hi ha dilució pearl
- Prl prl……….dilució pearl heterozigòtica o simple
- Prl Prl……….dilució pearl homozigòtica o doble.

En forma simple, els fenotips dels cavalls portadors no es distingeixen dels que no porten la dilució. Sembla que la pell és una mica diluïda i pigarrada, però ni pèls ni crins no varien. En forma doble sembla que la pell i els pelatges es dilueixen. La pell esdevé rosada i els pèls i crins molt més clars. En el cas de cavalls roigs tots els articles consultats indiquen que els pèls i crins esdevenen d'un color d'albercoc madur (el nom oficial de la dilució fou durant uns dies “Apricot dilution”). De cavalls genèticament “negres + Prl Prl”, sembla que n'hi ha un cas en un cavall PRE de nom Avispado I. Una imatge del cavall mostra un color del cos molt clar (albercoc molt clar?) mentre que la cua i la crinera són molt més fosques (albercoc molt fosc?). De confirmar-se aquest cas sembla que tots els pelatges bàsics Pr lPrl mostrarien un color clar al cos i cues i crineres diluïdes en proporció menor (sempre considerant el color que haurien tingut de no ser portadors de la dilució pearl).
Un cas particular és el dels cavalls Prlprl Crcr, portadors crema simple i pearl simple, que mostren un pelatge semblant al dels doble-diluïts crema (Cr Cr). Negre-crem, bru-crem, perlí, crem i pearl-crem presenten un pelatge blanquinós difícil d'identificar a ull nu.

## Pelatge que segueix un patró
En el cas del pelatge dels cavalls, hi ha un tipus de pelatge que segueix un patró. Alguns dels pelatges dels cavalls denominats amb un terme tradicional (ruà, clapat, tord) segueixen en cada cas un patró característic. Els pelatges bàsics i els diluïts poden ser descrits indicant en color de pèls i crins. Els pelatges que segueixen un patró, per tal de ser descrits correctament, necessiten que s'indiqui la distribució dels pèls sobre el cos, a més del seu color.
Un pelatge-patró particular (per exemple negre-ruà) es pot imaginar com la superposició d'un patró imaginari i genèric (patró ruà) damunt del pelatge bàsic de base (negre en el cas de l'exemple).

### Patrons de pelatge
Hi ha cinc patrons principals de pelatge, sovint designats com a patrons de blanc,:
- clapat, tacat
- lleopard, pigat, pigarrat, tigrat
- ruà
- liart, tord, pèl d'estornell
- rabicano o rubican

- Pelatges tacats: Taques blanques al cos.
- Pelatges lleopard: Pell pigada.Taques variables.
- Pelatges ruans: Pèls blancs "afegits" al cos.
- Pelatges liarts: Canosos progressius.
- Pelatges rabicanos: Pèls blancs "afegits" als costats. Base de la cua blanca.

### Altres patrons
Els patrons possibles no es limiten als patrons de blanc. Hi ha patrons genèrics que es basen en la distribució de pèls negres o més foscos sobre els pelatges de base, en dilucions localitzades o en les característiques particulars dels pèls. Alguns d'aquests patrons són:
- pangaré
- sooty
- brindle
- giraffe
- reflex metàl·lic
- curly
- Bend Or o Ben d'Or
- Birdcatcher
- Sense pèl.